# Ophthalmis cincta
Ophthalmis cincta là một loài bướm đêm trong họ Noctuidae.